# Bert Dekker
Bert Dekker (Ouderkerk aan den IJssel, 23 april 1970) is een Nederlands wielrenner. Dekker reed nooit voor een professionele ploeg. Dekker staat bekend als cyclorenner. Hij won een van de grootste cyclosportieven, La Marmotte, vier keer, voor het laatst in 2009.

## Overwinningen
1997
- La Marmotte

1999
- La Marmotte

2002
- La Marmotte

2009
- La Marmotte